# Unisławice (województwo dolnośląskie)
Unisławice – wieś w Polsce, położona w województwie dolnośląskim, w powiecie górowskim, w gminie Wąsosz.
Do 2023 r. miejscowość była przysiółkiem wsi Ługi.
Wchodzi w skład sołectwa Ługi.
W latach 1975–1998 przysiółek należał administracyjnie do województwa leszczyńskiego.